# 佐伯百足
佐伯 百足（さえき の ももたり）は、飛鳥時代から奈良時代にかけての貴族。官位は従四位下・下総守。

## 経歴
大宝2年（702年）持統天皇の葬儀にあたって作殯宮司を務める（この時の位階は従五位下）。慶雲4年（707年）の文武天皇の葬儀でも殯宮の行事に供奉している（この時の位階は従五位上）。
元明朝に入り、和銅元年（708年）下総守に任ぜられた後、和銅4年（711年）正五位下、和銅8年（715年）正五位上と昇進する。元正朝の霊亀2年（716年）従四位下に至る。
養老2年（718年）4月1日卒去。

## 官歴
『続日本紀』による。
- 時期不詳：従五位下
- 大宝2年（702年） 12月23日：作殯宮司（持統天皇葬儀）
- 慶雲4年（707年） 6月16日：見従五位上
- 和銅元年（708年） 3月22日：下総守
- 和銅4年（711年） 4月7日：正五位下
- 和銅8年（715年） 正月10日：正五位上
- 霊亀2年（716年） 正月5日：従四位下